# Kill4Me
«Kill4Me» (estilizado como KILL4ME) es la quinta canción del décimo álbum de estudio de la banda Marilyn Manson que fue lanzado como segundo sencillo de Heaven Upside Down el 20 de septiembre de 2017
La canción fue lanzada como sencillo principal de Heaven Upside Down en los Estados Unidos, donde fue atendida a formatos activos de rock durante la semana del chart que comenzó el 26 de septiembre. Debutó en el número 47, antes de subir al número 24 la semana siguiente, convirtiéndose en el "mayor ganador" en la tabla. La canción también apareció en una serie de tablas de componentes de Billboard, como Mainstream Rock y Hot Rock Songs , alcanzando su punto máximo en los números 12 y 39, respectivamente.
- Datos: Q42450595